# 경안레져산업
경안레져산업 주식회사는 화성시에 있는 월문온천, 강남구 역삼동에 있는 경안빌딩을 소유하고 운영하는 임대 및 숙박시설 업체로 서울남부버스터미널,의 운영권을 가지고 있는 회사이며, 1988년 6월에 설립되었다. 원래 (주)한터디앤디였다가, 2008년 12월 경안레져산업(주)으로 명칭을 변경하였다. 본사 및 사무실은 서울특별시 서초구 서초동 서울남부버스터미널과 화성시 팔탄면 월문리에 월문온천이 위치하고 있다.

## 같이 보기
- 서울남부버스터미널
- 월문온천